# Всероссийский союз демократического духовенства и мирян
Всероссийский союз демократического духовенства и мирян (Всероссийский союз православного демократического духовенства и мирян) — объединение сторонников радикальных реформ в Русской православной церкви, возникшее в марте 1917 года и просуществовавшее до начала 1920-х годов. В дальнейшем многие его участники стали видными деятелями обновленчества.

## История
После Февральской революции 1917 года начался рост политической активности и левых настроений в среде приходского православного духовенства. В начале марта 1917 года в Петрограде был создан «Союз прогрессивного петроградского духовенства», который 7 марта преобразовался в «Союз демократического православного духовенства и мирян».
Председателем «Союза» избрали протоиерея Димитрия Попова. Реально руководили группой священник Александр Введенский, избранный секретарём, священники Александр Боярский и Иоанн Егоров.
Участниками «Союза» стали представители в основном молодого поколения священнослужителей; как писал Краснов-Левитин: «Союз состоял из нескольких десятков молодых либеральных столичных батюшек, большею частью с академическими значками». Их объединяло стремление к радикальным реформам в Церкви, идеи «республики и социализма» как основы политического будущего России.
19 апреля того же года состоялось общее собрание Всероссийского союза демократического духовенства и мирян, на котором новым председателем избрали протоиерея Александра Рождественского, была принята программа:

1. Демократизация церковная (то есть отделение церкви от государства, проведение в жизнь принципов соборности, утверждение выборного начала, организация духовного управления епархий на выборных началах, активное участие клира в жизни прихода, богослужение на родном языке, упрощение богослужения, организация проповеднических кружков и т. п.);
2. Демократизация политическая (то есть уничтожение самодержавия и провозглашение демократической республики);

3. Демократизация социально-экономическая (то есть уничтожение капитализма, сословий, провозглашение равноправия женщин, бесплатное образование, участие рабочих в прибыли производства, передача земли трудовому народу).
Члены «Союза…» установили связь с епархиальным духовенством за пределами Петрограда, в частности в Москве. Однако, вопреки названию, «Союз» так и остался петроградской организацией — радикальные идеи оказались чуждыми широким кругам провинциального духовенства.
В июне 1917 года представители «Союза» присутствовали на Всероссийском съезде духовенства и мирян в Москве, который окончательбно расколол сторонников церковных реформ. Представители «Союза» покинули съезд, который вслед за их уходом, 10 июня 1917 года, прекратил свою работу, отложив принятие всех основных решений до созыва Всероссийского Поместного Собора.
На Поместном Соборе Православной Российской Церкви 1917—1918 годов представители «Союза» выступили против восстановления Патриаршества, но оказались в меньшинстве.
Октябрьскую революцию 1917 года многие деятели «Союза» встретили положительно. Они поддержали ряд мероприятий советской власти, участвовали в переговорах с ее представителями, надеясь на дальнейшее сотрудничество.
К началу 1918 года у руководителей «Союза» созрел план разрыва с Церковью. Священник Александр Введенский писал, что после избрания Патриарха в официальной Церкви можно оставаться лишь для того, чтобы уничтожить Патриаршество изнутри.